# Andrea de Morales
Andrea de Morales (Santa Cruz de Tenerife, 1713-Montevideo, 25 de septiembre de 1767) fue una inmigrante canaria en la Banda Oriental —actual Uruguay—, que cumplió un importante rol como la primera partera de ese territorio.

## Biografía
De Morales era viuda de Antonio José Modernell y llegó a la Banda Oriental con la segunda colonización canaria en el año 1729 a bordo del navío San Bruno, junto a sus dos hijos pequeños Pedro y José.
Se afincó en Montevideo, donde contrajo matrimonio con el bonaerense Juan Mateo Zeballos el 8 de febrero de 1730, con quien tuvo cuatro hijos más: Florencio José, Francisco, Juana y Petrona. Una de sus hijas fue la abuela de Carmelo Colman, soldado de los Treinta y Tres Orientales que lideraron la Cruzada Libertadora de 1825.
Andrea de Morales recibió, como merced, un cuarto de cuadra en la esquina de las calles Buenos Aires y Treinta y Tres de la ciudad de Montevideo.
Ya viuda por segunda vez, declaró en un expediente judicial de 1763 su edad de cincuenta años. Por entonces vivía de su oficio de partera, según consta en esos obrados.
En homenaje a su labor como la partera de la ciudad de Montevideo, una calle de esa ciudad lleva su nombre.